# Vincent Hugo Bendix
Vincent Hugo Bendix (Moline, 12 dicembre 1881 – New York, 27 marzo 1945) è stato un inventore e imprenditore statunitense, pioniere dell'industria automobilistica e dell'industria aeronautica durante gli anni '20-'30.

## Biografia
Vincent Hugo Bendix nacque a Moline (Illinois) primogenito di tre figli dal prete metodista, Reverendo Jann Bengtsson, nativo di Ångermanland, Svezia, e dalla moglie di questi Anna Danielson, anch'essa svedese. Mentre vissero a Moline la famiglia cambiò nome in "Bendix". Successivamente emigrarono a Chicago, Illinois e Vincent comprò la Palmer Mansion nel 1930 per 3 milioni di $.
Nel 1907 Vincent Bendix fondò la Bendix Corporation di Chicago per la fabbricazione di automobili, la Bendix Motor Buggie. Dopo due anni e la produzione di 7.000 veicoli la società fallì. Nel 1910 inventò e brevettò la Bendix drive, un sistema ad ingranaggi azionati da un motore elettrico che grazie a una molla spingeva un ingranaggio montato sul pignone e che si disingaggiava automaticamente a motore fermo; in altre parole il motorino di avviamento, divenuto d'uso comune su motori di automobili come di aeroplani e altri veicoli.
Nel 1922 il padre di Vincent morì colpito da un'auto con freni rotti; la morte del padre lo spinse a studiare i sistemi frenanti. Trovò che il miglior sistema frenante noto all'epoca era costruito da un'azienda francese. Nel 1923, Bendix fondò la Bendix Brake Company, che acquisì i diritti da Henri Perrot per i suoi brevetti.
Nel 1929, creò la Bendix Aviation e anche la Transcontinental Bendix Air Race (Bendix Trophy) nel 1931.
Nel 1942, Bendix fondò anche la Bendix Helicopters, Inc. e la Bendix Brake divenne la Bendix Corporation.
Bendix morì a New York il 27 marzo 1945 per una trombosi coronarica.

## Onorificenze
- 1929 - Cavaliere dell'Ordine della Stella Polare
- 1931 - Presidente della Society of Automotive Engineers
- 1936 - Cavaliere della Legion d'Onore
- 1984 - Automotive Hall of Fame[9]
- 1991 - National Aviation Hall of Fame[1]